# Radoslav Kováč
Radoslav Kováč (ur. 27 listopada 1979 w Šumperku) – czeski piłkarz grający na pozycji środkowego obrońcy lub defensywnego pomocnika.

## Kariera klubowa
Początkowe lata kariery piłkarskiej Kováč spędził w małych amatorskich klubach takich jak Spartak Loučná nad Desnou, TJ Šumperk i Velké Losiny. W 1995 trafił do profesjonalnej Sigmy Ołomuniec i w sezonie 1997/1998 zadebiutował w rozgrywkach czeskiej pierwszej ligi. W sezonie 1998/1999 był już zawodnikiem wyjściowej jedenastki zespołu i przyczynił się do zajęcia przez Sigmę wysokiego 4. miejsca w lidze. W sezonie 1999/2000 zadebiutował w europejskich pucharach, w Pucharze UEFA, ale zespół odpadł w 1. rundzie po dwumeczu z RCD Mallorca. Natomiast w sezonie 2000/2001 Radoslav z zajął z Sigmą 3. miejsce w lidze, ale w kolejnym sezonie zespół znów odpadł na samym początku rywalizacji o Pucharu UEFA. W sezonie 2002/2003 po raz kolejny wystąpił z Sigmą w tych rozgrywek dzięki klasyfikacji Fair Play.
Latem 2003 Kováč przeszedł do Sparty Praga. W 2004 roku został z nią wicemistrzem kraju, a w sezonie 2004/2005 wystąpił z nią w fazie grupowej Ligi Mistrzów. W spotkaniu z Fenerbahçe SK (0:1) zdobył samobójczego gola. W grupie Sparta zajęła ostatnie miejsce, strzelając zaledwie 2 gole i zdobywając 1 punkt dzięki remisowi z Manchesterem United.
W styczniu 2005 Kováč odszedł z klubu i za 4 miliony euro przeniósł się do Spartaka Moskwa. W nim wywalczył miejsce w podstawowym składzie i stworzył w nim blok obronny wraz z rodakiem Martinem Jiránkiem. W 2005 roku został wicemistrzem Rosji, podobnie jak rok później. W sezonie 2006/2007 wystąpił ze Spartakiem w Lidze Mistrzów, a następnie w rozgrywkach Pucharu UEFA. W pierwszej połowie 2009 roku przebywał na wypożyczeniu w West Ham United, gdzie wystąpił w dziewięciu meczach. W sierpniu tego samego roku definitywnie przeszedł do tego zespołu. W 2011 roku spadł z West Hamem z Premier League.
W 2011 roku Kováč odszedł do FC Basel. Z Basel wywalczył dwa mistrzostwa kraju (2011/2012 i 2012/2013) oraz zdobył Puchar Szwajcarii (2011/2012). W 2013 roku został zawodnikiem Slovana Liberec. W 2014 roku wrócił do Sparty. W 2016 zakończył karierę.
| Sezon   | Klub            | Kraj       | Rozgrywki         | Mecze | Bramki |
| ------- | --------------- | ---------- | ----------------- | ----- | ------ |
| 1997/98 | Sigma Ołomuniec | Czechy     | 1. Gambrinus liga | 1     | 0      |
| 1998/99 | Sigma Ołomuniec | Czechy     | 1. Gambrinus liga | 20    | 0      |
| 1999/00 | Sigma Ołomuniec | Czechy     | 1. Gambrinus liga | 28    | 0      |
| 2000/01 | Sigma Ołomuniec | Czechy     | 1. Gambrinus liga | 27    | 0      |
| 2001/02 | Sigma Ołomuniec | Czechy     | 1. Gambrinus liga | 23    | 1      |
| 2002/03 | Sigma Ołomuniec | Czechy     | 1. Gambrinus liga | 28    | 2      |
| 2003/04 | Sparta Praga    | Czechy     | 1. Gambrinus liga | 29    | 3      |
| 2004/05 | Sparta Praga    | Czechy     | 1. Gambrinus liga | 17    | 0      |
| 2005    | Spartak Moskwa  | Rosja      | Priemjer-Liga     | 27    | 4      |
| 2006    | Spartak Moskwa  | Rosja      | Priemjer-Liga     | 27    | 2      |
| 2007    | Spartak Moskwa  | Rosja      | Priemjer-Liga     | 26    | 1      |
| 2008    | Spartak Moskwa  | Rosja      | Priemjer-Liga     | 21    | 2      |
| 2008/09 | West Ham United | Anglia     | Premier League    | 9     | 1      |
| 2009/10 | West Ham United | Anglia     | Premier League    | 31    | 2      |
| 2010/11 | West Ham United | Anglia     | Premier League    | 13    | 0      |
| 2011/12 | FC Basel        | Szwajcaria | Super League      | 15    | 0      |
| 2012/13 | FC Basel        | Szwajcaria | Super League      | 5     | 1      |
| 2012/13 | Slovan Liberec  | Czechy     | 1. Gambrinus liga | 13    | 0      |
| 2013/14 | Slovan Liberec  | Czechy     | 1. Gambrinus liga | 24    | 1      |
| 2014/15 | Sparta Praga    | Czechy     | 1. Gambrinus liga | 17    | 0      |
| 2015/16 | Sparta Praga    | Czechy     | 1. Gambrinus liga | 4     | 0      |

## Kariera reprezentacyjna
W 2000 roku Kováč wystąpił wraz olimpijską reprezentacją Czech na Igrzyskach Olimpijskich w Sydney, jednak Czesi zajęli na nich ostatnie miejsce w grupie.
W pierwszej reprezentacji Czech Radoslav zadebiutował 9 października 2004 roku w wygranym 1:0 spotkaniu z Rumunią. W 2006 roku został powołany przez selekcjonera Karela Brücknera do kadry na Mistrzostwa Świata w Niemczech. Tam wystąpił tylko w przegranym 0:2 grupowym spotkaniu z Włochami.
W kwietniu 2009 roku Czeska Federacja ogłosiła, że sześciu piłkarzy – Radoslav Kováč, Milan Baroš, Tomáš Ujfaluši, Václav Svěrkoš, Martin Fenin oraz Marek Matějovský nie będą więcej powoływani do czeskiej reprezentacji. Powodem tej decyzji było złamanie regulaminu dyscyplinarnego – zawodnicy brali udział w imprezie po przegranym 1:2 meczu ze Słowacją.